# Ava (film 2017)
Ava è un film francese del 2017 diretto da Léa Mysius.

## Trama
Mentre è in vacanza al mare con sua madre Maud, la giovane Ava, un'adolescente di tredici anni, assiste a una discussione tra due giovani che stanno cercando di separare una giovane donna. Uno dei due uomini, Juan, viene arrestato e portato via dalla polizia, perché privo dei documenti.
Il giorno successivo, durante una visita medica, Ava apprende che la sua vista, minacciata da una malattia, si sta deteriorando più velocemente del previsto: presto Ava non sarà più in grado di vedere con poca luce e il suo campo visivo si sta restringendo. Mentre sua madre scoppia in lacrime mentre torna a casa, Ava sembra prendere la notizia con freddezza. La sera, Ava decide di controllare lo stato dei suoi occhi dipingendo il limite del suo campo visivo in condizioni di scarsa illuminazione.
Il giorno successivo, Ava partecipa a un corso di vela su sabbia, dove incontra Matthias, il figlio dell'istruttore. Più tardi, dopo la lezione, incontra anche Tété (Daouda Diakhaté), che sembra essere il nuovo fidanzato di sua madre. La sera vede Juan entrare in un minimarket dopo aver legato all'ingresso il suo grosso cane nero. Ava decide quindi di rubare il cane, che lei chiama Loupo, e nasconderlo in un armadio nel suo appartamento. La giovane racconta questo evento nel suo diario, quando sua madre viene a trovarla per cercare di consolarla e augurarle la buona notte. Ava poi mantiene la stessa freddezza e scopre che il giorno dopo dovrà fare da babysitter alla sorellina Inès, mentre sua madre uscirà con il suo Tété. Inoltre, Ava rivela a sua madre che ha degli incubi. Il giorno dopo, mentre Inès è in lacrime, Ava la lascia sola per uscire ad esercitarsi a camminare con gli occhi bendati, guidata da Loupo, con l'obiettivo di sviluppare i suoi altri sensi, per adeguarsi a quando non potrà più vedere in condizioni di scarsa luminosità. Ava continua a scrivere nel suo diario. Successivamente sua madre, tornata all'appartamento, furiosa, la schiaffeggia.
Più tardi, la sera, Ava riporta con sé Loupo e va a fare una passeggiata sulla spiaggia. Arrivata presso i ruderi di un bunker, lega il cane e si spoglia completamente prima di andare a fare il bagno, sempre bendata. Tuttavia, si rende conto che Juan, che in realtà vive nel bunker, la sta guardando. Ava rimane in acqua finché Juan non se ne va con il cane. Quando la ragazza presume che Juan se ne sia andato, torna frettolosamente al bunker per vestirsi. Ma si rende conto che Juan è ancora lì a guardarla e fugge.
Di notte, Ava ha strani incubi che coinvolgono la morte della sua sorellina Inès, i suoi stessi problemi visivi, così come uno strano rapporto sessuale tra sua madre e Juan. La mattina dopo, vede Tété in casa che sperava di vedere sua madre, e si apre goffamente con lui, raccontandogli i suoi incubi e il suo desiderio di morire. Allo stesso tempo, Ava continua le sue lezioni di vela. Approfitta di questo mezzo di trasporto per tornare al bunker, per vedere se c'è il cane Loupo. Vede invece un fucile all'interno delle vestigia che la spaventa e la spinge a tornare a casa. Successivamente simpatizza con Matthias.
Più tardi, Ava e sua madre vanno in un bar e la ragazza ascolta una discussione tra la cameriera, che altri non è che Jessica, e il ragazzo che aveva litigato con Juan. Tornata a casa con sua madre, Ava scopre Loupo, steso a terra e coperto di sangue. Sua madre cerca di curarlo e scopre che non è il suo stesso sangue. Ava capisce che il ragazzo potrebbe aver litigato di nuovo con Juan. Decide di tornare al fortino dove vede Juan, a terra, gravemente ferito. Il sangue su Loupo quindi proveniva da lui e Ava decide di prendersi cura delle sue condizioni. Tuttavia, cala la notte e la vista della ragazza si deteriora, impedendole di vedere bene per tornare a casa. Quindi passa la notte con Juan. Successivamente, torna per fornirgli cibo, bevande e cure. Tuttavia, Juan non sembra affezionarsi ad Ava e non le parla. Ava cerca comunque di provocargli attaccamento mostrandogli il petto, ma Juan ride di lei quando i passanti vedono la scena. Ava torna a casa, furiosa.
In serata, Ava dice a sua madre cosa pensa di lei, rivelando che non la sopporta più, e che la trova "mediocre". Successivamente, la ragazza trascorre la serata con Mattia, e gli chiede di baciarla, cosa che lui accetta con nonchalance e con poca tenerezza.
Allo stesso tempo, ogni notte, Ava continua a dipingere l'evoluzione del suo campo visivo, che si restringe giorno dopo giorno. Consapevole di non poter più vedere con poca luce, decide di uscire, guidata da Loupo, che la riporta al bumker dove Juan ha acceso un fuoco. Quest'ultimo rifiuta la sua presenza e Ava cerca di andarsene da sola nella notte. La mattina dopo, Juan la vede sulla sabbia: la vista compromessa non le ha permesso di andare lontano. L'indomani trascorrono la giornata insieme. Mentre Juan trova dell'argilla, utile a rimarginare la sua ferita, entrambi decidono di spargerla sul corpo, e di derubare i nudisti della spiaggia, minacciandoli con la pistola del giovane. I due finiscono per trascorrere la notte insieme, fino a quando di prima mattina non saranno raggiunti dalla polizia. Inizialmente, i poliziotti decidono di mettere le manette a Juan, finché Ava prende la pistola di Juan e minaccia i due poliziotti, che liberano Juan e li lasciano andare. Juan e Ava rubano una moto e fuggono per nascondersi finalmente in una discoteca chiusa. Juan propone quindi ad Ava di lasciare tutto e scappare con lui: per questo, devono recuperare l'auto di Juan, presso il terreno dove vive la comunità di viaggiatori di cui fa parte ma da cui è dovuto partire per una lite causata da un amore conteso per una ragazza. La mattina dopo, dopo che una gelosa Ava ha litigato con Juan su Jessica (la ragazza contesa), Ava chiama rapidamente sua madre per rassicurarla. Successivamente, Juan propone ad Ava un piano per infiltrarsi nella terra in cui vive la sua comunità, fingendosi una ragazza venuta per aiutare con i preparativi per il matrimonio di Jessica. Ava è d'accordo e si mettono in viaggio.
Ava riesce a irrompere nel terreno e a localizzare la roulotte di Juan. Dopo aver aiutato con i preparativi, irrompe nella roulotte e inizia a cercare i documenti e le chiavi della macchina di Juan. Deve sbrigarsi, perché la polizia la sta cercando e ha raggiunto il terreno della comunità di Juan. Tuttavia, mentre trova i documenti, non riesce a trovare le chiavi. Mentre scoppia la tempesta e la polizia si avvicina, Juan trova Ava ed entrambi fuggono. Mentre vagano nella notte, vengono trovati da Jessica alla guida dell'auto di Juan, a cui lascia le chiavi senza dire una parola. Juan e Ava salgono in macchina e scappano. Il film si conclude con Ava che sorride raggiante a Juan.